# Lauerzersee
Lauerzersee är en sjö i Schweiz. Den ligger i den centrala delen av landet. Lauerzersee ligger 447 meter över havet. Arean är 3,1 kvadratkilometer. Den sträcker sig 2,3 kilometer i nord-sydlig riktning, och 2,9 kilometer i öst-västlig riktning.
Följande samhällen ligger vid Lauerzersee:
- Lauerz

Året 1806 skedde ett jordskred vid Goldau som förminskade sjöns yta. Vågen medförde skador i Lauerz och på ön Schwanau. Före uppfinningen av kylskåp användes sjöns is för att kyla matvaror och öl. Byggnader som står nära sjöns strandlinje översvämmas ofta. Särskild 1999 och 2005 fanns mycket högvatten. Det finns planer att leda vattnet över tunnlar till Vierwaldstättersee.